# Stefan Lassen
Stefan Lassen (Herning, 1º novembre 1985) è un ex hockeista su ghiaccio danese.

## Carriera
La sua carriera comincia nel 2002 con i Herning Blue Fox. A parte una parentesi con i Frederikshavn White Hawks nel 2004-2005, resta ai Herning Blue Fox fino alla stagione 2008-2009. Nel 2009-2010 gioca in Svezia con il Leksands IF. Anche negli anni successivi resta in Svezia prima con il Djurgårdens IF (2010-11), poi con i Malmö Redhawks (dal 2011 al 2013).
Nel 2013-14 e nel 2014-15 milita in Austria con i Graz 99ers.
Nella stagione 2015-16 si trasferisce in Finlandia nelle file dei Lahti Pelicans.